# 2020–2021-es magyar férfi kézilabda-bajnokság (első osztály)
A 2020–2021-es magyar férfi kézilabda-bajnokság első osztálya a bajnokság 70. kiírása volt.
A bajnoki címet története során negyedik alkalommal a MOL-Pick Szeged nyerte meg, a döntőben a Veszprémet kettős győzelemmel felülmúlva. A Szegeden és a Veszprémen kívül nemzetközi kupaindulásra jogosító helyen végzett még a Tatabánya, a Balatonfüred és a Csurgói KK, kiesett a Cegléd és az Orosháza. A másodosztályból a Kecskemét és a NEKA jutott fel.

## Résztvevő csapatok
Miután az előző bajnokságot a koronavírus-járvány miatt félbeszakította a Magyar Kézilabda Szövetség, feljutók és kiesők sem voltak. A Váci KSE visszalépett az élvonalbeli indulástól, helyettük a bajnokság félbeszakításakor az NB I/B nyugati csoportjában első helyen álló Veszprém KKFT indult az NB I-ben.
| Csapat            | Székhely          | Aréna                          | Befogadóképesség |
| ----------------- | ----------------- | ------------------------------ | ---------------- |
| Balatonfüredi KSE | Balatonfüred      | Balatonfüredi Szabadidőközpont | 0712             |
| Budakalász KC     | Budakalász        | Budakalászi Sportcsarnok       | 0400             |
| Ceglédi KKSE      | Cegléd            | Gál József Sportcsarnok        | 0                |
| Csurgói KK        | Csurgó            | Sótonyi László Sportcsarnok    | 1200             |
| Dabas VSE KC      | Dabas             | OBO Aréna                      | 1920             |
| SBS-Eger          | Eger              | Kemény Ferenc Sportcsarnok     | 0875             |
| Ferencvárosi TC   | Budapest, IX. ker | Elek Gyula Aréna               | 1300             |
| Gyöngyösi KK      | Gyöngyös          | Dr. Fejes András Sportcsarnok  | 1500             |
| Komlói BSK        | Komló             | Komlói Sportközpont            | 0800             |
| Orosházi FKSE     | Orosháza          | Eötvös Sportcsarnok            | 0740             |
| MOL-Pick Szeged   | Szeged            | Újszegedi Sportcsarnok         | 3200             |
| Tatabánya KC      | Tatabánya         | Földi Imre Sportcsarnok        | 1000             |
| Veszprém KKFT     | Veszprém          | Veszprém Aréna                 | 5096             |
| Telekom Veszprém  | Veszprém          | Veszprém Aréna                 | 5096             |

### Csapatok adatai
| Csapat        | Elnök            | Vezetőedző         | Mezgyártó       | Főszponzor(ok)                                   |
| ------------- | ---------------- | ------------------ | --------------- | ------------------------------------------------ |
| Balatonfüred  | Csima László     | Csoknyai István    | Erima           | tippmix, Sennebogen, 77 Elektronika, Takarékbank |
| Budakalász    | Hajdu Gábor      | Forgács Gyula      | 2Rule           | tippmix                                          |
| Cegléd        |                  |                    | tippmix         | tippmixPro                                       |
| Csurgó        | Varga János      | Bencze József      | hummel          | tippmix, PriMont, MenDan****                     |
| Dabas         | Prohászka Csaba  | Tomori Győző       | hummel          | tippmix, OBO, Volvo Galéria                      |
| SBS-Eger      | Szabó Róbert     | Tóth Edmond        | hummel          | tippmix, SBS, Apollo Tyres                       |
| Ferencváros   | Kubatov Gábor    | Horváth Attila     | Nike            | tippmix, Lidl                                    |
| Gyöngyös      | Marczin Zsolt    | Konkoly Csaba      | hummel          | B. Braun, tippmix, HE-DO                         |
| Komlói BSK    | Szigeti Szabolcs | Klivinger Bálint   | Zeus            | tippmix, Sport36 Komló                           |
| Orosháza      | Vájer Tamás      | Bakó Botond        | Kappa           | tippmix, Linamar                                 |
| Szeged        | Szögi Nándor     | Juan Carlos Pastor | adidas          | MOL, tippmix, Pick Szeged Zrt., OTP Bank         |
| Tatabánya     | Marosi László    | Vladan Matić       | Jako            | tippmix, Grundfos                                |
| Veszprém KKFT | Éles József      | Tombor Csaba       | tippmix, Algida | tippmix, CBA Príma                               |
| Veszprém      | Szabó János      | David Davis        | hummel          | Veszprém, Telekom, tippmix, Euroaszfalt          |

### Csapatok száma megyénkénti bontásban
| # | Megye | Megye                   | Csapatok száma | Csapat(ok)                                         |
| - | ----- | ----------------------- | -------------- | -------------------------------------------------- |
| 1 |       | Pest megye              | 3              | Budakalász KC, Ceglédi KKSE, Dabas VSE KC          |
| 1 |       | Veszprém megye          | 3              | Balatonfüredi KSE, Telekom Veszprém, Veszprém KKFT |
| 3 |       | Heves megye             | 2              | SBS-Eger, Gyöngyösi KK                             |
| 4 |       | Baranya megye           | 1              | Komlói BSK                                         |
| 4 |       | Békés megye             | 1              | Orosházi FKSE                                      |
| 4 |       | Budapest                | 1              | Ferencvárosi TC                                    |
| 4 |       | Csongrád megye          | 1              | MOL-Pick Szeged                                    |
| 4 |       | Komárom-Esztergom megye | 1              | Tatabánya KC                                       |
| 4 |       | Somogy megye            | 1              | Csurgói KK                                         |

## Alapszakasz

### Tabella
| #   | Csapat               | M  | GY | D | V  | G+ – G– | GK   | P  | Megjegyzések |
| --- | -------------------- | -- | -- | - | -- | ------- | ---- | -- | ------------ |
| 1.  | Telekom Veszprém KGY | 26 | 25 | 1 | 0  | 940–324 | +616 | 51 |              |
| 2.  | MOL-Pick Szeged B    | 26 | 23 | 0 | 3  | 893–651 | +242 | 46 |              |
| 3.  | Tatabánya KC         | 26 | 17 | 2 | 7  | 723–670 | +53  | 36 |              |
| 4.  | Balatonfüredi KSE    | 26 | 15 | 4 | 7  | 739–689 | +50  | 34 |              |
| 5.  | Csurgói KK           | 26 | 13 | 6 | 7  | 708–703 | +5   | 32 |              |
| 6.  | Ferencvárosi TC      | 26 | 14 | 1 | 11 | 736–714 | +22  | 29 |              |
| 7.  | Veszprémi KKFT F     | 26 | 12 | 1 | 13 | 699–727 | −28  | 25 |              |
| 8.  | SBS-Eger             | 26 | 10 | 3 | 13 | 702–790 | −88  | 23 |              |
| 9.  | Komlói BSK           | 26 | 10 | 2 | 14 | 701–733 | −32  | 22 |              |
| 10. | Budakalász KC        | 26 | 9  | 3 | 14 | 700–729 | −29  | 21 |              |
| 11. | Gyöngyösi KK         | 26 | 9  | 1 | 16 | 691–719 | −28  | 19 |              |
| 12. | Dabas VSE KC         | 26 | 3  | 4 | 19 | 633–750 | −117 | 10 |              |
| 13. | Ceglédi KKSE F       | 26 | 4  | 2 | 20 | 612–767 | −155 | 10 |              |
| 14. | Orosházi FKSE        | 26 | 2  | 2 | 22 | 588–807 | −219 | 6  |              |

Forrás: https://keziszovetseg.hu/v2h/013/002/p_002.asp?p_verseny_kod_al=139&p_verseny_kod_evad_al=6&p_kezilabda__evad_kod=6&p_fo_cim=NB%20I%20f%E9rfi%20feln%F5tt-Alapszakasz 
A rangsorolás alapszabályai: 1. összpontszám, 2. egymás elleni eredmények összpontszáma, 3. egymás elleni eredmények gólkülönbsége, 4. egymás elleni eredmények szerzett góljainak száma, 5. gólkülönbség, 6. szerzett gólok száma.
(B): Bajnokcsapat, (K): Kieső csapat, (F): Feljutó csapat, (I): Kupainduló, (R): A rájátszás győztese, (KGY): Kupagyőztes

## A döntő
| Alapszakasz 1.       | Össz. | Alapszakasz 2.      | 1. mérkőzés | 2. mérkőzés |
| -------------------- | ----- | ------------------- | ----------- | ----------- |
| Telekom Veszprém (1) | 64–68 | MOL-Pick Szeged (2) | 28–31       | 36–37       |

1. mérkőzés
| 2021. június 2. 19:00 (CEST) | MOL-Pick Szeged | 31 – 28     | Telekom Veszprém     | Újszegedi Sportcsarnok, Szeged Nézőszám: 2100 Játékvezetők: Horváth, Marton |
| 2021. június 2. 19:00 (CEST) | Bodó 5          | (14–14)     | Nenadić 7, Nilsson 7 | Újszegedi Sportcsarnok, Szeged Nézőszám: 2100 Játékvezetők: Horváth, Marton |
| 2021. június 2. 19:00 (CEST) | 4× 2×           | Jegyzőkönyv | 3× 2× 1×             | Újszegedi Sportcsarnok, Szeged Nézőszám: 2100 Játékvezetők: Horváth, Marton |

2. mérkőzés
| 2021. június 5. 18:30 (CEST) | Telekom Veszprém | 36 – 37     | MOL-Pick Szeged | Veszprém Aréna, Veszprém Nézőszám: 4500 Játékvezetők: Bíró, Kiss |
| 2021. június 5. 18:30 (CEST) | Mahé 9           | (14–15)     | Radivojević 6   | Veszprém Aréna, Veszprém Nézőszám: 4500 Játékvezetők: Bíró, Kiss |
| 2021. június 5. 18:30 (CEST) | 2× 1×            | Jegyzőkönyv | 1× 1×           | Veszprém Aréna, Veszprém Nézőszám: 4500 Játékvezetők: Bíró, Kiss |

A MOL-Pick Szeged 68–64-es összesítéssel nyerte a párharcot.
| A 2020–2021-es férfi kézilabda-bajnokság győztese |
| ------------------------------------------------- |
| MOL-Pick Szeged 4. cím                            |

| Alilović, Krivokapic, Mikler, Nagy, Bajus, Bánhidi, Bodó, Bombač, Cañellas, Gaber, Henigman, Källman (c), Kašpárek, Kecskés, Mačkovšek, Radivojević, Rea, Rosta, Šoštarić, Stepančić, Straňovský, Szilágyi, Tóth, Zsitnyikov |
| Vezetőedző: Juan Carlos Pastor, Másodedző: Marko Krivokapić |